# Khoái Châu
Khoái Châu là một huyện cũ nằm ở phía tây tỉnh Hưng Yên, Việt Nam.

## Địa lý

### Vị trí địa lý
Huyện Khoái Châu nằm ở phía tây của tỉnh Hưng Yên, nằm trên bờ tả ngạn của sông Hồng, cách thành phố Hưng Yên khoảng 29 km về phía tây, cách trung tâm thủ đô Hà Nội khoảng 42 km, có vị trí địa lý:
- Phía đông giáp huyện Yên Mỹ và huyện Ân Thi
- Phía tây giáp huyện Thường Tín và huyện Phú Xuyên thuộc thành phố Hà Nội với ranh giới tự nhiên là sông Hồng
- Phía nam giáp huyện Kim Động
- Phía bắc giáp huyện Văn Giang.

Huyện Khoái Châu có diện tích 130,82 km², dân số năm 2020 là 189.070 người, mật độ dân số đạt 1.445 người/km².

### Địa hình
Khoái Châu có địa hình khá phức tạp, cao thấp xen kẽ nhau. Vùng ngoài bãi có địa hình bán lòng chảo dốc dần từ dải đất cao bồi tụ xuống vùng trũng ven đê. Vùng nội đồng nhìn chung có hướng dốc từ bắc xuống nam và từ tây sang đông.
Trên địa bàn huyện còn có sông Bần chảy xuôi từ Bần Yên Nhân, qua Yên Mỹ, Khoái Châu, sang Kim Động. Đầm Dạ Trạch, nằm tại các xã Bình Minh, Dạ Trạch, Hàm Tử, Tứ Dân, Đông Kết đây vốn là một khúc của sông Hồng trước kia, nay do đổi dòng sang hướng tây mà tạo thành.

### Khí hậu
Khoái Châu có khí hậu nhiệt đới gió mùa, với 2 mùa rõ rệt. Mùa mưa từ tháng 5 đến tháng 10, đặc trưng là nóng ẩm mưa nhiều. Mùa khô từ tháng 11 đến tháng 4 năm sau thường lạnh, đầu mùa khí hậu tương đối khô, nửa cuối ẩm ướt và có mưa phùn, nhiệt độ trung bình hàng năm khoảng 23 - 24 °C, cao nhất 38 - 39 °C, thấp nhất không dưới 5 °C.

## Lịch sử
Thời Hùng Vương, Văn Lang được chia thành 15 bộ và Khoái Châu thuộc bộ Giao Chỉ.
Dưới thời nhà Tần trước Công nguyên, Khoái Châu thuộc Tượng Quận.
Nhà Triệu chia lãnh thổ Việt Nam khi đó làm hai quận và Khoái Châu thuộc huyện Chu Diên (朱鳶縣), quận Giao Chỉ.
Thời Tây Hán và Đông Hán, nhà Hán chia lãnh thổ Việt Nam thành 9 quận và Khoái Châu thuộc quận Giao Chỉ.
Thời Đông Ngô, nhà Ngô tách cả nước ra làm hai châu gồm: Quảng Châu, Giao Châu và Khoái Châu thuộc quận Giao Châu.
Thời nhà Tùy và nhà Đường, quận Giao Châu được chia thành 3 quận và Khoái Châu thuộc quận Giao Chỉ.
Đến năm 679 lại chia Giao Châu thành 12 châu, 59 huyện và Khoái Châu thuộc Vũ Bình – Giao Châu.
Sau khi Ngô Quyền giành độc lập, Khoái Châu được gọi là Đằng Châu.
Nhà Đinh, chia cả nước ra thành 10 đạo và Khoái Châu thuộc Đằng Đạo.
Năm 1002, nhà Lê đổi 10 đạo thành lộ, phủ và châu, Khoái Châu thuộc Đằng Châu.
Năm 1005, đổi Đằng Châu thành phủ Thái Bình.
Năm 1010, nhà Lý đổi 10 đạo thành 24 lộ.
Năm 1222, vẫn giữ 24 lộ và Khoái Châu thuộc lộ Khoái Châu gọi là Khoái Lộ.
Năm 1229, nhà Trần đổi 24 lộ của thời Lý thành 12 lộ và Khoái Châu vẫn thuộc Khoái Lộ.
Tháng 4 năm 1297, nhà Trần lại tiếp tục đổi các lộ, phủ, thành, trấn và vùng đất Khoái Châu thuộc Thiên Trường phủ lộ.
Sau khi xâm lược An Nam vào tháng 6 năm 1407, nhà Minh đổi An Nam thành Giao Chỉ, lập thành 17 phủ và vùng Khoái Châu thuộc phủ Kiến Xương.
Năm 1426, khi tiến quân ra Đông Đô, Lê Lợi chia cả nước làm 4 đạo và Khoái Châu thuộc Nam đạo.
Năm Quang Thuận thứ 7 (tháng 6 năm 1466), Lê Thánh Tông chia cả nước làm 12 đạo thừa tuyên và Khoái Châu thuộc thừa tuyên Thiên Trường.
Năm Quang Thuận thứ 10 (tháng 3 năm 1469), năm đầu tiên nhà nước định bản đồ, Thiên Trường lại đổi là Sơn Nam, quản 11 phủ, 42 huyện:
- Phủ Khoái Châu quản 5 huyện gồm Đông Yên, Tiên Lữ, Kim Động, Phù Dung, Thiên Thi
- Phủ Tiên Hưng quản 4 huyện gồm Ngự Thiên, Duyên Hà, Thần Khê, Thanh Lan.

Năm Hồng Đức thứ 21 (tháng 4 năm 1490), cả nước được chia làm 13 xứ và Khoái Châu thuộc xứ Sơn Nam.
Tháng 6 năm 1527, Mạc Đăng Dung đem các lộ của Khoái Châu thuộc vào Hải Dương.
Đến thời Hậu Lê, lại đổi lại như cũ.
Năm Cảnh Hưng thứ 2 (tháng 1 năm 1741), chia Sơn Nam thành 2 lộ Sơn Nam Thượng và Sơn Nam Hạ, phủ Khoái Châu thuộc lộ Sơn Nam Thượng, phủ Tiên Hưng thuộc Sơn Nam Hạ. Sau đó phủ Sơn Nam Thượng và Sơn Nam Hạ được đổi lại làm 2 trấn Sơn Nam Thượng và Sơn Nam Hạ.
Năm Gia Long thứ nhất (1802), lấy 2 trấn thượng và hạ lệ thuộc vào Bắc Thành (Sơn Nam Thượng, Sơn Nam Hạ, Kinh Bắc, Sơn Tây, Hải Dương là 5 nội trấn của Bắc Thành).
Năm Minh Mạng thứ 3 (1822), trấn Sơn Nam Thượng đổi là trấn Sơn Nam, trấn Sơn Nam Hạ đổi là trấn Nam Định.
Năm Minh Mạng thứ 12 (tháng 10 năm 1831), vua Minh Mạng tiến hành một cuộc cải cách hành chính địa phương, xóa bỏ các tổng trấn, đổi các dinh trấn thành tỉnh, chia cả nước thành 30 tỉnh, trong đó có tỉnh Hưng Yên. Các trấn phía Bắc được đổi thành 18 tỉnh, dưới tỉnh là phủ, huyện, châu và tổng, xã. Tỉnh Hưng Yên có phủ Khoái Châu và 5 huyện (Đông An, Kim Động, Thiên Thi, Phù Dung, Tiên Lữ). Cải tổ lại hệ thống các quan lại đứng đầu tỉnh, bỏ các chức cũ để đặt mới như Tổng đốc, Tuần phủ, Bố chính, Án sát, Lãnh binh ở các tỉnh.
Huyện Đông An gồm các tổng: Bái, Mễ, Đại Quan, Phú Khê, Bình Dân, Yên Lạc, Yên Lịch, Yên Vĩnh, Yên Cảnh, Ninh Tập, Yên Phú, Tử Dương.
Sau năm 1945, huyện Khoái Châu thuộc tỉnh Hưng Yên.
Ngày 27 tháng 1 năm 1968, Quốc hội khóa III ban hành Nghị quyết về việc hợp nhất tỉnh Hải Dương và tỉnh Hưng Yên thành một tỉnh lấy tên là tỉnh Hải Hưng và huyện Khoái Châu thuộc tỉnh Hải Hưng.

### Từ năm 1976 đến nay
Ngày 24 tháng 2 năm 1979, Hội đồng Chính phủ ban hành Quyết định 70-CP về việc sáp nhập 14 xã: Hoàn Long, Yên Phú, Yên Hòa, Tân Tiến, Long Hưng, Cửu Cao, Xuân Quan, Phụng Công, Văn Phúc, Liên Nghĩa, Thắng Lợi, Mễ Sở, Việt Cường, Minh Châu của huyện Văn Yên vào huyện Khoái Châu thành huyện Châu Giang.
Ngày 6 tháng 11 năm 1996, Quốc hội khóa IX ban hành Nghị quyết về việc chia tỉnh Hải Hưng thành hai tỉnh Hải Dương và Hưng Yên. Huyện Châu Giang thuộc tỉnh Hưng Yên.
Ngày 24 tháng 9 năm 1997, Chính phủ ban hành Nghị định 102-CP về việc thành lập thị trấn Khoái Châu trên cơ sở xã Kim Ngưu cũ và 10,13 ha diện tích tự nhiên của xã An Vĩ.
Ngày 24 tháng 7 năm 1999, Chính phủ ban hành Nghị định số 60/1999/NĐ-CP về việc chia huyện Châu Giang thành 2 huyện Khoái Châu và Văn Giang.
Huyện Khoái Châu có 13.073,1 ha diện tích tự nhiên và 184.079 nhân khẩu, gồm 25 đơn vị hành chính trực thuộc là các xã: Đông Tảo, Dạ Trạch, Hàm Tử, Ông Đình, Bình Minh, An Vĩ, Bình Kiều, Tân Dân, Đông Kết, Tứ Dân, Tân Châu, Đông Ninh, Đại Tập, Liên Khê, Chí Tân, Nhuế Dương, Đại Hưng, Thuần Hưng, Thành Công, Phùng Hưng, Việt Hòa, Hồng Tiến, Đồng Tiến, Dân Tiến và thị trấn Khoái Châu.
Ngày 24 tháng 10 năm 2024, Ủy ban Thường vụ Quốc hội ban hành Nghị quyết số 1248/NQ-UBTVQH15 về việc sắp xếp đơn vị hành chính cấp xã của tỉnh Hưng Yên giai đoạn 2023–2025 (nghị quyết có hiệu lực từ ngày 1 tháng 12 năm 2024). Theo đó:
- Sáp nhập xã Hồng Tiến vào xã Đồng Tiến
- Sáp nhập hai xã Đại Hưng và Chí Tân thành xã Chí Minh
- Sáp nhập hai xã Nhuế Dương và Thành Công thành xã Nguyễn Huệ
- Sáp nhập hai xã Hàm Tử và Dạ Trạch thành xã Phạm Hồng Thái
- Sáp nhập xã Bình Kiều vào thị trấn Khoái Châu.

Từ đó, huyện Khoái Châu có 1 thị trấn và 19 xã như hiện nay.

## Hành chính
Huyện Khoái Châu có 20 đơn vị hành chính cấp xã trực thuộc, bao gồm thị trấn Khoái Châu (huyện lỵ) và 19 xã: An Vĩ, Bình Minh, Chí Minh, Đại Tập, Dân Tiến, Đông Kết, Đông Ninh, Đông Tảo, Đồng Tiến, Liên Khê, Nguyễn Huệ, Ông Đình, Phạm Hồng Thái, Phùng Hưng, Tân Châu, Tân Dân, Thuần Hưng, Tứ Dân, Việt Hòa.

## Kinh tế - xã hội
- Cấp điện: Toàn huyện có 87 biến áp với dụng lượng 21.830 KVA, trong đó có 32 máy với dụng lượng 8.530 KVA cung cấp cho các trạm bơm và 55 máy với tổng dung lượng 13.300 KVA cung cấp điện cho các hoạt động dân sinh, kinh tế khác.
- Cấp nước: Thị trấn Khoái Châu và thị tứ Bô Thời (xã Hồng Tiến) được đầu tư 2 công trình nước sạch cơ bản đã hoàn thành đi vào hoạt động phục vụ 10.000 dân. Trên 90% dân số trong huyện dùng nguồn nước sạch từ giếng khoan.
- Giao thông: Khoái Châu có 964,5 km đường bộ, trong đó 53,3 km đường tỉnh và quốc lộ; 19,3 km đường tỉnh uỷ thác cho huyện quản lý; 34,9 km đường huyện; 857 km đường do xã, thôn quản lý. 100% số xã có đường trải bằng vật liệu cứng đảm bảo ô tô đi vào trung tâm xã.
- Thông tin liên lạc: Khoái Châu có 1 bưu điện tổng và 25 bưu điện văn hóa xã được trang bị máy móc thiết bị tiên tiến và phủ sóng toàn huyện. Hiện nay 100% số xã trong huyện đã có điện thoại, bình quân 3 máy/100 dân.

### Tài nguyên thiên nhiên
- Tài nguyên đất: Khoái Châu có diện tích đất tự nhiên là 130,86 km², trong đó đất nông nghiệp có 8.779 ha chiếm 67,09% (đất canh tác là 7.280,9 ha chiếm 82,94% đất nông nghiệp), đất chuyên dùng 2.526,3 ha chiếm 19,31% đất ở có 1.046,9 ha chiếm 8%, đất chưa sử dụng 733,83 ha chiếm 5,61%.
- Tài nguyên khoáng sản: Khoáng sản chính của Khoái Châu chỉ có nguồn cát ven sông Hồng và một số đất sét sản xuất gạch ngói có thể phát triển khai thác phục vụ nhu cầu xây dựng. Theo các tài liệu thăm dò địa chất, tại vùng đồng bằng sông Hồng trong đó có Khoái Châu tồn tại trong lòng đất một mỏ than nâu rất lớn nằm trong lớp trầm tích Nioxen với trữ lượng dự báo hàng trăm tỷ tấn, nhưng ở độ sâu 300 - 1.700m.
- Nguồn nước: Khoái Châu nằm trong hệ thống sông Hồng là hệ thống sông lớn nhất ở miền Bắc, do có nguồn nước phù sa bồi đắp đáp ứng nhu cầu về phát triển kinh tế và dân sinh của huyện. Từ độ sâu 50 - 110m, huyện có nguồn nước ngầm khá tốt.

### Giáo dục
- Phòng Giáo dục và Đào tạo Huyện Khoái Châu (thị trấn Khoái Châu)
- Đại học Sư phạm Kỹ thuật Hưng Yên (xã Dân Tiến)
- Trường Cao đẳng Cơ Điện và Thủy lợi (xã Dân Tiến)
- Trường Cao đẳng nghề kinh tế kỹ thuật Tô Hiệu (xã Dân Tiến)
- 6 Trường Trung học phổ thông: THPT Khoái Châu cơ sở 1 (thị trấn Khoái Châu), THPT Nguyễn Siêu (xã Đông Kết), THPT Trần Quang Khải (xã Phạm Hồng Thái), THPT Khoái Châu cơ sở 2 (xã Chí Minh), THPT Phùng Hưng (xã Phùng Hưng), Bổ túc văn hoá (thị trấn Khoái Châu và xã An Vĩ).
- Trường Trung học cơ sở Nguyễn Thiện Thuật (thị trấn Khoái Châu)
- Trên 25 Trường tiểu học và trung học cơ sở.

## Du lịch
- Xã Thuần Hưng huyện Khoái Châu được xác định là địa danh Đại Mang Bộ là địa danh gần sông Hồng thuộc xã Thuần Hưng và các xã xung quanh thuộc tổng Đại Quan theo tên cũ. Nơi đây là linh hồn của cuộc kháng chiến chống quân Nguyên Mông là Tổng hành dinh của Vua Trần Nhân Tông và Thượng Hoàng Trần Thánh Tông, từ đây đưa ra những quyết sách quan trọng để Hưng Đạo Vương Trần Quốc Tuấn lãnh đạo quân và dân Đại Việt Tổng tấn công chiến thắng quân Nguyên Mông giữ yên và mở mang bờ cõi Việt Nam.
- Cây đa Sài Thị thuộc thôn Sài Thị - xã Thuần Hưng là nơi thành lập chi bộ đảng Cộng sản Việt Nam đầu tiên của tỉnh Hưng Yên.
- Sông Giàn - Thuần Hưng là Đầu nguồn của Sông Cửu An tiếp giáp với Sông Hồng là di tích lịch sử về tinh thần xây dựng và phát triển đất nước của người Việt. Hình ảnh sông Giàn được các vua Nhà Nguyễn khắc vào Cửu Đỉnh đặt tại Cố Đô Huế.

Tiềm năng du lịch của Khoái Châu khá phong phú cả về tài nguyên du lịch tự nhiên và tài nguyên du lịch nhân văn. Toàn huyện có 22 di tích lịch sử được xếp hạng, trong đó đáng chú ý nhất là quần thể Đền Đa Hòa - Bình Minh, Đền Hóa - Dạ Trạch gắn với truyền thuyết Chử Đồng Tử - Tiên Dung nằm trong tuyến du lịch chính trên sông Hồng (Hà Nội - Phố Hiến). Đền Dạ Trạch gắn với các địa danh lịch sử oai hùng của Triệu Quang Phục chống giặc nhà Lương.

### Di tích lịch sử
Huyện Khoái Châu trước là một phần của huyện Châu Giang (do nhập hai huyện Khoái Châu với Văn Giang, từ năm 1979). Huyện Khoái Châu có nhiều địa danh nổi tiếng:
- Xã Thuần Hưng huyện Khoái Châu được xác định là địa danh Đại Mang Bộ là địa danh gần sông Hồng thuộc xã Thuần Hưng và các xã xung quanh thuộc tổng Đại Quan theo tên cũ. Nơi đây là linh hồn của cuộc kháng chiến chống quân Nguyên Mông là Tổng hành dinh của Vua Trần Nhân Tông và Thượng Hoàng Trần Thánh Tông, từ đây đưa ra những quyết sách quan trọng để Hưng Đạo Vương Trần Quốc Tuấn lãnh đạo quân và dân Đại Việt Tổng tấn công chiến thắng quân Nguyên Mông giữ yên và mở mang bờ cõi Việt Nam (http://www.nhandan.com.vn/chinhtri/item/39400602-thuan-hung-phat-huy-truyen-thong-anh-hung.html)
- Cây đa Sài Thị thuộc thôn Sài Thị - xã Thuần Hưng là nơi thành lập chi bộ đảng Cộng sản Việt Nam đầu tiên của tỉnh Hưng Yên.
- Sông Giàn - Thuần Hưng là Đầu nguồn của Sông Cửu An tiếp giáp với Sông Hồng là di tích lịch sử về tinh thần xây dựng và phát triển đất nước của người Việt. Hình ảnh sông Giàn được các vua Nhà Nguyễn khắc vào Cửu Đỉnh đặt tại Cố Đô Huế (https://thethaovanhoa.vn/dien-dan-van-hoa/dung-quay-lung-voi-nhung-dong-song-n20170329062828961.htm)
- Đầm Dạ Trạch gắn với danh nhân Triệu Việt Vương trong cuộc chiến đánh đuổi quân nhà Lương, bảo vệ nước Vạn Xuân.
- Hàm Tử (xã Phạm Hồng Thái) và Tây Kết (xã Tứ Dân nơi diễn ra các trận thắng trong kháng chiến chống quân Nguyên của nhà Trần
- Bãi Sậy [9] (thuộc xã Tân Dân, giáp với huyện Yên Mỹ) gắn liền với khởi nghĩa Bãi Sậy chống Pháp của Nguyễn Thiện Thuật.
- Đình, Đền Nội Dương, chùa Viên Quang Tự, Đền Mỹ Giang Công chúa tọa lạc tại bế đò Vườn Chuối Sông Hồng thuộc xã Nguyễn Huệ Huyện Khoái Châu tỉnh Hưng Yên
- Đền Đa Hòa thuộc xã Bình Minh và đền hóa Dạ Trạch thuộc xã Dạ Trạch là đền thờ đức thánh Chử Đồng Tử (một trong tứ bất tử) và công chúa Tiên Dung.
- Đình thờ danh tướng Nguyễn Mục nằm trong quần thể Khu di tích đình chùa Bối Khê đã được Bộ văn hóa thông tin xếp hạng di tích lịch sử quốc gia. Chùa Bối Khê là một ngôi chùa cổ kính của vùng Kinh Bắc với hàng trăm tượng phật và nơi đây đã từng là nơi tu hành của nhiều vị sư nổi tiếng và ngày nay những vị sư này đang tu tại chùa Xã Đàn, Hà Nội.
- Tại cây đa Sài Thị thuộc thôn Sài Thị - xã Thuần Hưng là nơi thành lập chi bộ đảng Cộng sản Việt Nam đầu tiên của tỉnh Hưng Yên.

## Làng nghề
Là một huyện cách thủ đô khoảng 20 km nên ở Khoái Châu có rất nhiều làng nghề. Riêng nhóm nghề thu gom và tái chế phế liệu phát triển mạnh từ khu vực xã Dân Tiến đến Bô Thời có hàng nghìn hộ tham gia thu gom, kinh doanh và tái chế phế liệu tại địa phương và mở xưởng thu gom tại nhiều tỉnh thành khác. Một số làng nghề truyền thống, nghề truyền thống, làng có nghề như:
- Chế biến bột rong, miến Phương Trù (Tứ Dân)
- Nghề làm cây giống Hồng Châu (Tân Châu)
- Nghề mộc thôn Hương Quất 2 (Nguyễn Huệ)
- Làng nghề phế liệu Cao Quán (Đồng Tiến)
- Mây tre đan Kênh Hạ (Liên Khê)
- Làng mộc mĩ nghệ Chi Lăng (Đại Tập)
- Nghề làm đậu phụ thôn Thượng (An Vĩ)
- Nuôi gà đông cảo (đặc sản) ở Đông Tảo
- Chế biến bột rong xóm Đường (Tứ Dân)
- Làng nghề xây dựng xã Tân Châu
- Chế biến nghệ, tinh bột nghệ Chí Minh
- Nghề truyền thống chả gà Tiểu Quan (Phùng Hưng)
- Làng đậu nghệ, quất cảnh Đông Kim (Đông Tảo)
- Phế liệu, đồng nát thôn An Lạc (Đồng Tiến)
- Làng quất cảnh Đông Tảo Nam (Đông Tảo)
- Thêu ren, mây tre đan Ninh Vũ (thị trấn Khoái Châu)
- Dược liệu, mứt, quất cảnh Thiết Trụ (Bình Minh)
- Nghề rèn, cơ khí thôn Vân Ngoại (Đồng Tiến)
- Nghề làm đậu phụ thôn Trung (An Vĩ)
- Làng quất cảnh Đông Tảo Đông (Đông Tảo)
- Nghề thu gom phế liệu Kim Tháp (Đồng Tiến)
- Nghề làm cây giống Mãn Hoà (Tân Châu)
- Làng nghề phế liệu Thổ Khối (Đồng Tiến)[10]
- Làng nghề mộc mỹ nghệ Minh Khai (Đại Tập)
- Làng nghề quất cảnh Dũng Tiến (Đông Tảo)
- Mây tre đan Thông Quan Hạ (thị trấn Khoái Châu)
- Nghề làm gạch ở Đại Quan (Chí Minh)
- Dịch vụ tổng hợp đa ngành (hàng gia dụng, sắt vụn, vận tải...) ở Bô Thời và phụ cận.

## Giao thông
Có quốc lộ 39, đường vành đai 4 vùng thủ đô Hà Nội đi qua.